# Дульдурга
Дульдурга́ (рос. Дульдурга) — село, центр Дульдургинського району Забайкальського краю, Росія. Адміністративний центр та єдиний населений пункт Дульдургинського сільського поселення.

## Населення
Населення — 6651 особа (2010; 6382 у 2002).
[[Національний склад (станом на 2002 рік):
- росіяни]] — 66 %
- буряти — 32 %